# جیروآ
جیروآ (به پرتغالی: Giruá) یک منطقهٔ مسکونی در برزیل است که در ریو گرانده جنوبی واقع شده‌است. جیروآ ۸۵۵٫۹۲ کیلومتر مربع مساحت و ۱۵٬۸۶۳ نفر جمعیت دارد.